# Гиљерме Гвидо
Гиљерме Августо Гвидо (порт. Guilherme Augusto Guido; Лимеира, 12. фебруар 1987) бразилски је пливач чија ужа специјалност су трке леђним стилом. Вишеструки је анционални и континентални првак и рекордер, учесник Олимпијских игара и светских првенстава. 

## Каријера
Дебитантски наступ на међународној сцени Гвидо је забележио на светском првенству у пливању у малим базенима 2004, где је као 17-огодишњак пливајући у мешовитој штафети 4×100 метара заузео 4. место. Током 2008. у два наврата је поправљао јужноамерички рекорд у трци на 50 метара леђно, прво је пливао 25,10 секунди, а потом и 25,04 секунде. Као јужноамерички рекордер отпутовао је у Пекинг на ЛОИ 2008. где се такмичио у две дисциплине. У трци на 100 метара леђно био је тек 20, док је у штафети 4×100 мешовито заизео 14. место.
У Рију је 7. маја 2009. поставио нови национални рекорд на 50 леђно, а време 24,71 секунд у то време представљало је пети најбољи резултат у историји дисциплине. У августу исте године по први пут је наступио на светском првенству у великим базенима, а иако је био један од главних фаворита за титулу у трци на 50 леђно, потпуно је подбацио заузевши тек 15. место у полуфиналу (иако је у квалификацијама био први испливавши нови континентални рекорд од 24,49 секунди).
На Јужноамеричким играма 2010. у Медељину освојио је три златне медаље (на 50 и 100 леђно и у штафети 4×100 мешовито). Нешто касније исте године, на светском првенству у малим базенима у Дубаију, осваја своју прву медаљу на светским првенствима, бронзу у штафети 4×100 мешовито
Као члан олимпијске репрезентације Бразила на ЛОИ 2016. у Рију био је 14. у полуфиналу трке на 100 леђно, док је штафета 4×100 мешовито у финалу заузела укупно 6. место 
На светском првенству 2017. у Будимпешти такмичио се у тркама на 50 и 100 леђно, а на дужој деоници је заузео укупно 7. место у финалу, што је био његов први наступ у финалима светских првенстава у појединачним дисциплинама. У трци на 50 метара леђно испливао је укупно 12. резултат полуфинала, док је у штафети 4×100 мешовито бразилски тим заузео укупно 5. место.
На светском првенству у корејском Квангџуу 2019. се такмичио у три дисциплине. Најбољи резултат је постигао у трци на 100 леђно коју је окончао на седмом месту у финалу, што је уједно био његов тек други појединачни пласман у финале на светским првенствима. У квалификацијама те трке је испливао време од 52,95 секунди, чиме је постао првим јужноамеричким пливачем у историји који је ту деоницу испливао за мање од 53 секунде. Трку на 50 леђно је завршио на деветом месту у полуфиналу, док је са штафетом на  4×100 мешовито у финалу испливао шесто време, што је уједно била и позиција која је директно водила на Летње олимпијске игре 2020. у Токију. 
Непуне две недеље након светског првенства наступио је на Панамеричким играма у Лими, где је остварио велики успех освојивши три медаље, једну златну (микс штафета 4×100 мешовито) и две сребрне. 